# 弗兰卡维拉比肖
弗兰卡维拉比肖（義大利語：Francavilla Bisio），是意大利亚历山德里亚省的一个市镇。总面积7.75平方公里，人口511人，人口密度65.9人/平方公里（2009年）。ISTAT代码为006070。